# 무녀도 (소설)
〈무녀도〉(巫女圖)는 1936년 5월 《중앙》 에 발표한 김동리의 단편 소설이다. 1948년 을유문화사에서 단행본으로 출간하면서 여러 부분이 개작되었고, 1978년 《문학사상》에 〈을화〉(乙火)라는 장편 소설로 다시 개작되어 수록되었다.
무속신앙과 기독교가 대립하는 시대 조류를 배경으로 하여 신비스러운 토속의 세계를 그려 놓은 작품이다. 내용은 무녀인 모화(毛火)를 중심으로 몽환적이고 신비적인 민속세계 속에서 인간의 운명을 그렸다. 몰락해 가는 운명의 비애를 단순한 애수로 해결짓지 않고, 그 운명과 싸워서 그것을 극복해 감으로써 비록 그것이 몽환적인 것이기는 하나 거기에서 본질적인 인간정신을 찾으려 했다.

## 줄거리
경주 잡성촌에 살고 있는 여주인공인 무당 모화(毛火)에게는 성씨가 다른 이부남매가 있었다. 모화의 딸인 낭이(琅伊)는 청각 장애로 인해 말을 하지 못하는 벙어리지만, 그림을 그리는 화가였다. 그녀의 아들인 욱이(昱伊)는 집을 나간 뒤에 보수주의 성격의 예수교인이 되어서 돌아왔다.
그녀는 아들을 사랑했지만 처음에는 불교인 줄 알았던 외래종교인 예수교는 싫어했다. 어느 날 밤 욱이가 잠결에 신약성서를 찾으러 부엌으로 가 보니, 모화가 성서를 불사르며 그녀의 아들과 그녀에게 저주를 내린 예수 귀신'을 쫓고 있었다.
그녀의 아들이 모화를 말리는 순간에, 그녀가 실수로 아들을 굿에 사용하는 칼로 찔렀다. 결국 그는 모화의 간호에도 불구하고 병을 앓다가 몇 달 뒤 순교한다. 이러한 혼란 속에 마을에 교회당이 세워지고 예수교가 퍼지기 시작하자, 미치광이가 된 그녀는 마지막으로 예기소(藝妓沼)에서 신들린 듯 무속 의식을 진행하다가 물 속에 빠져 스스로 목숨을 끊었다. 
그녀가  죽은 이후, 그녀의 집에서 떨어진 곳에서 해물 가게를 보던 낭이의 아버지가 혼자 남겨진 낭이를 나귀에 태우고는 다른 곳으로 떠났다.

## 등장인물
- 모화(毛火): 경주에 살고 있는 무당이다. 아들인 욱이와 갈등을 벌이던 도중 실수로 굿판에 사용되는 칼로 욱이를 찔러 죽게 하자, 미치광이가 되어 마지막 굿을 하다가 물에 빠져 죽었다.

- 욱이(昱伊): 기독교를 믿는 보수주의적 기독교인이다. 모화의 아들이며, 여동생 낭이는 어머니가 같고 아버지가 다른 이부남매이다. 모화와 갈등을 벌이던 도중 모화가 휘두른 칼에 찔려서 병을 앓다가 순교했다.

- 낭이(琅伊): 청각 장애로 인해 벙어리가 되었으며, 그림을 그리는 화가이다. 모화의 딸이며, 오빠 욱이는 어머니가 같고 아버지가 다른 이부남매이다. 모화가 죽은 이후, 그녀를 데리러 온 아버지와 같이 다른 곳으로 떠났다.

- 낭이의 아버지: 모화의 집에서 떨어진 곳에서 해물 가게를 보고 있다. 모화가 죽은 이후, 혼자 남겨진 낭이를 나귀에 태우고는 다른 곳으로 떠났다.

## 평가
외래종교와 전통종교와의 갈등을 정확하게 비평한 김동리의 직관력이 돋보이는 작품이다.
욱이가 죽은 이후, 마을에 교회당이 들어오면서 외래종교인 예수교가 성하고 한국의 전통종교인 무속신앙은 배척당하며 쇠퇴하기 시작한다. 보수적인 기독교인들은 무속에서 믿는 신을 무능한 미신으로 비하하지만, 기독교에서 믿는 예수는 죽은 뒤 사흘 만에 부활한 하나님의 외아들이라는 선전으로 전도에 힘쓴다. 이러한 시대의 변화 앞에서, '신령님'을 모시는 무당으로서 '예수 귀신'이라는 외래의 귀신을 인정할 수 없는 그녀는 기독교를  물리치고 전심전력으로 자신의 가치를 지키고자 한다. 하지만 결국 그녀는 비극적인 죽음을 맞이하게 되고, 모화의 죽음과 함께 외래와 전통의 대립은 대단원을 이룬다.

## 원작으로 한 작품
- 《무녀도》, 단막극 드라마, TBC 극장, 1967년 1월 14일 방영
- 《무녀도》, 영화, 최하원 감독, 1972년 5월 13일 개봉
- 《무녀도》, 애니메이션 영화, 안재훈 감독, 2021년 11월 24일 개봉